# Џамија Ислам-аге Хадровића у Нишу
Џамија Ислам-аге Хадровића у Нишу, негде и Хадровић џамија, је џамија смештена у Улици Генерала Милојка Лешјанина у Нишу, Србији. У данашње време, Меџлис исламске заједнице Нишa користи једино ову џамију, мада постоји намера града да обнови за коришћење и Хасан-бегову џамију у Шуматовачкој улици.

## Статус и категорија заштите
Због свог историјског, архитектонског и верског значаја џамија Ислам-аге Хадровића у централном делу Ниша, проглашене је, за „Културно добро од великог значаја“ и уведена у централни регистар споменика културе у Републици Србији.
Надлежни завод који води локални регистар и бригу о овом археолошком локалитету је: Завод за заштиту споменика културе Ниш.

## Историја
Поред бројних друштвено-политичких промена које је у Ниш донела Османска царевина, тековине османске владавине, најочигледније су биле у трансформацијама које су се десиле у архитектури. Процес оријентализације средњовековног хришћанског града Ниша, насељеног словенским становништвом, у скоро 500 година, оријенталном муслиманском граду текао је неједнаким интензитетом и са различитим учинком. Носиоци оријентализације на читавом новоосвојеном простору укључујући и Српске земље, били су задужбинари, који су у првом реду подизали верске грађевине (џамије) и пратеће објекте.
У ондашњем Нишу, као значајном стратешком и управном центру, Царевине током османског периода подигнуте су бројне џамије. Оне су биле носилац урбаног развитка, што је забележено у османским пописним књигама, као и у бројним записима путописаца који су пролазили кроз град на Нишави. Тако је настала и џамија Ислам-аге Хадровића у Нишу, као једна од верске грађевина, ван градских зидина древне Тврђаве.
Подигао ју је 1870. године богати Нишлија Ислам-ага Хадровић Ђаковалија на темељима старије, оштећене османске џамије из 1720. године., непосредно пред ослобођење Ниша од Османлија. Грађевина нема већу архитектонску вредност. Правоугаоне је основе са равном таваницом од дрвета, а има и галерију.

Од деветнаест џамија колико је постојало у Нишу током османске владавине, једино је Џамија Ислам-аге Хадровића очувана и оспособљена за верску употребу. Наиме након ослобођења Ниша од османске власти осећала се потреба за модернизацијом друштва, и ослобађање потискиваног народног духа становништва у Нишу. 
| „ | Тако се после више векова Ниш великом брзином претварао у модеран европски град. Све што је подсећало на стари „турски“ Ниш нестајало је пред незаустављивим стопама прогреса. Малобројна заједница нишких муслимана била је пасивна и немо је посматрала како њихов свет нестаје, а са њим и већи број богомоља (џамија), које су изгубиле своју сврху. | ” |

У том налету, ослобађања потискиваног народног духа грађана Ниша, добрим делом је страдала и Џамија Ислам-аге Хадровића у Нишу, све док није стављена под заштиту државе 1954. године, када је обновљена и оспособљена за верску службу.
Џамија је поново два пута у 21. веку била изложена оштећењу, овога пута ослобођеном прикривеном националиѕму мање групе појединаца, када је;
- Каменована у ноћи између 27. и 28. августа 2003. године током прославе навијача Партизана који су славили пласман ФК Партизана у Лигу шампиона. Група од сто навијача бацила је неколико каменица у правцу џамије поломивши два прозора на згради.[11][12]
- Спаљена у ноћи 17. марта 2004. године као одговор хулигана на разрушење цркава и манастира на Косову и Метохији.

До краја августа 2013. године џамија је потпуно обновљена, и враћена својој намени.